# Lista drumurilor județene din județul Brașov
Aceasta este o listă ce cuprinde toate drumurile județene aflate pe raza județului Brașov, așa cum au fost clasificate de Ministerul Transporturilor.
| Județul Brașov | Județul Brașov | Județul Brașov                 | Județul Brașov                          | Județul Brașov | Județul Brașov |
| Drum Județean  | Traseu | Origine                        | Destinație                              | Lungimea (km)  | Reclasat din: |
| -------------- | --- | ------------------------------ | --------------------------------------- | -------------- | --- |
| DJ102I         | Limita Jud. Prahova - (DN1A) | Km 49+910 Limita Jud. Prahova  | Km 63+594 (DN1A)                        | 13,684 Km      | |
| DJ102P         | Predeal (DN1) - Cabana Trei Brazi | Km 0+000 Predeal (DN1)         | Km 5+072 Cabana Trei Brazi              | 5,072 Km       | |
| DJ103          | Brașov - Sânpetru - Bod - Limita Jud. Covasna | Km 0+000 Brașov                | Km 17+987 Limita Jud. Covasna           | 17,987 Km      | |
| DJ103A         | Brașov - Cărpiniș - Tărlungeni - Zizin - Dălghiu - Vama Buzăului - Acriș - Limita Jud. Covasna                                                      | Km 0+000 Brașov                | Km 48+050 Limita Jud. Covasna           | 48,050 Km      | |
| DJ103B         | Brașov - Cărpiniș - Tărlungeni - Budila - Teliu - Limita Jud. Covasna                                                                               | Km 0+000 Brașov                | Km 17+750 Limita Jud. Covasna           | 17,750 Km      | |
| DJ103C         | Ghimbav (DN1) - Brașov | Km 0+000 Ghimbav (DN1)         | Km 8+180 Brașov                         | 8,180 Km       | |
| DJ103D         | Viștea de Jos (DN1) - Viștea de Sus - Viștișoara | Km 0+000 Viștea de Jos (DN1)   | Km 9+320 Viștișoara                     | 9,320 Km       | DC81 |
| DJ103F         | Voila (DN1) - Voivodeni - Pojorta - Breaza | Km 0+000 Voila (DN1)           | Km 13+300 Breaza                        | 13,300 Km      | DC76 |
| DJ104A         | DN1 (Perșani) - Șinca Veche - Șercăița - Bucium - Mărgineni - Sebeș - Recea - Gura Văii - Lisa - Sâmbăta de Sus - Drăguș - Viștea de Sus - Victoria | Km 0+000 DN1 (Perșani)         | Km 45+850 Victoria                      | 45,850 Km      | |
| DJ104B         | Făgăraș (DN1) - Ileni - Hârseni - Sebeș | Km 0+000 Făgăraș (DN1)         | Km 13+862 Sebeș                         | 13,862 Km      | |
| DJ104C         | Făgăraș (DN1) - Hurez - Săsciori - Recea | Km 0+000 Făgăraș (DN1)         | Km 13+200 Recea                         | 13,200 Km      | |
| DJ104D         | Făgăraș (DN1) - Șoarș - Bărcut - Limita Jud. Sibiu                                                                                                  | Km 0+000 Făgăraș (DN1)         | Km 27+400 Limita Jud. Sibiu             | 27,400 Km      | |
| DJ104K         | Comăna de Jos (DN1S) - Crihalma - Ticușu Nou - Ticușu Vechi - Dacia (DJ105A) - Viscri - Bunești (DN13)                                              | Km 0+000 Comăna de Jos (DN1S)  | Km 38+882 Bunești (DN13)                | 37,835 Km      | DC23 + Suprapunere DC21 (L=0,200 Km) + DC24 (Crihalma - Ticușu Vechi : L=8,067Km) + DC26 + Suprapunere DJ105A (L=0,847) + DC28 |
| DJ104L         | Ocolire Municipiul Făgăraș | Km 0+000 DN1 (Km 231+672)      | Km 6+400 DN1 (Km 236+550)               | 6,400 Km       | DE (Drum tehnologic de ocolire Municipiul Făgăraș)                                                                             |
| DJ104M         | Ticușu Vechi (DJ104K) - Cobor - Jibert (DJ105A) | Km 0+000 Ticușu Vechi (DJ104K) | Km 13+110 Jibert (DJ105A)               | 13,110 Km      | DC24 |
| DJ105          | Voila (DN1) - Cincșor - Cincu - Limita Jud. Sibiu                                                                                                   | Km 0+000 Voila (DN1)           | Km 18+843 Limita Jud. Sibiu             | 18,843 Km      | |
| DJ105A         | Limita Jud. Sibiu - Cincu - Rodbav - Șoarș - Văleni - Lovnic - Jibert - Dacia - Rupea (DN13)                                                        | Km 29+473 Limita Jud. Sibiu    | Km 82+293 Rupea (DN13)                  | 52,820 Km      | |
| DJ105B         | Sâmbăta de Jos (DN1) - Sâmbăta de Sus (DJ104A) - Stațiunea Climaterică Sâmbăta                                                                      | Km 0+000 Sâmbăta de Jos (DN1)  | Km 14+620 Stațiunea Climaterică Sâmbăta | 14,620 Km      | |
| DJ105C         | Ucea de Jos (DN1) - Ucea de Sus - Victoria (DJ104A)                                                                                                 | Km 0+000 Ucea de Jos (DN1)     | Km 8+731 Victoria (DJ104A)              | 8,731 Km       | |
| DJ105P         | Ucea de Sus - Limita Jud. Sibiu | Km 0+000 Ucea de Sus           | Km 3+800 Limita Jud. Sibiu              | 3,800 Km       | |